# Kaempferia parviflora
Kaempferia parviflora là một loài thực vật có hoa trong họ Gừng. Loài này được Wall. ex Baker mô tả khoa học đầu tiên năm 1890.